# Szent Mihály és Gábriel arkangyalok fatemplom (Jávoros)
A Szent Mihály és Gábriel arkangyalok fatemplom műemlékké nyilvánított épület Romániában, Máramaros megyében. A romániai műemlékek jegyzékében az  MM-II-m-B-04593 sorszámon szerepel.